# Smolín
Smolín (německy Mohleis) je vesnice, část města Pohořelice v okrese Brno-venkov v Jihomoravském kraji. Nachází se asi 3 km na sever od Pohořelic, v Dyjsko-svrateckém úvalu. Kolem vsi prochází dálnice D52. Žije zde 282 obyvatel. Katastrální území Smolína má rozlohu 6,26 km².

## Historie
První písemná zmínka o vsi je z roku 1353. Součástí Pohořelic je Smolín od roku 1971.

## Obyvatelstvo
| Rok            | 1869 | 1880 | 1890 | 1900 | 1910 | 1921 | 1930 | 1950 | 1961 | 1970 | 1980 | 1991 | 2001 | 2011 | 2021 |
| -------------- | ---- | ---- | ---- | ---- | ---- | ---- | ---- | ---- | ---- | ---- | ---- | ---- | ---- | ---- | ---- |
| Počet obyvatel | 308  | 356  | 394  | 407  | 391  | 358  | 390  | 304  | 326  | 319  | 279  | 235  | 221  | 250  | 282  |
| Počet domů     | 55   | 61   | 64   | 70   | 77   | 80   | 90   | 88   | 78   | 78   | 73   | 81   | 84   | 87   | 95   |

Vývoj počtu obyvatel

## Pamětihodnosti
- kaple svatého Cyrila a Metoděje
- kaple Panny Marie na návrší jihovýchodně od vsi
- výklenková kaple svaté Anny
- socha svatého Jana Nepomuckého na návsi
- památník Roberta Sierckeho na staré hlavní silnici na Brno

## Galerie

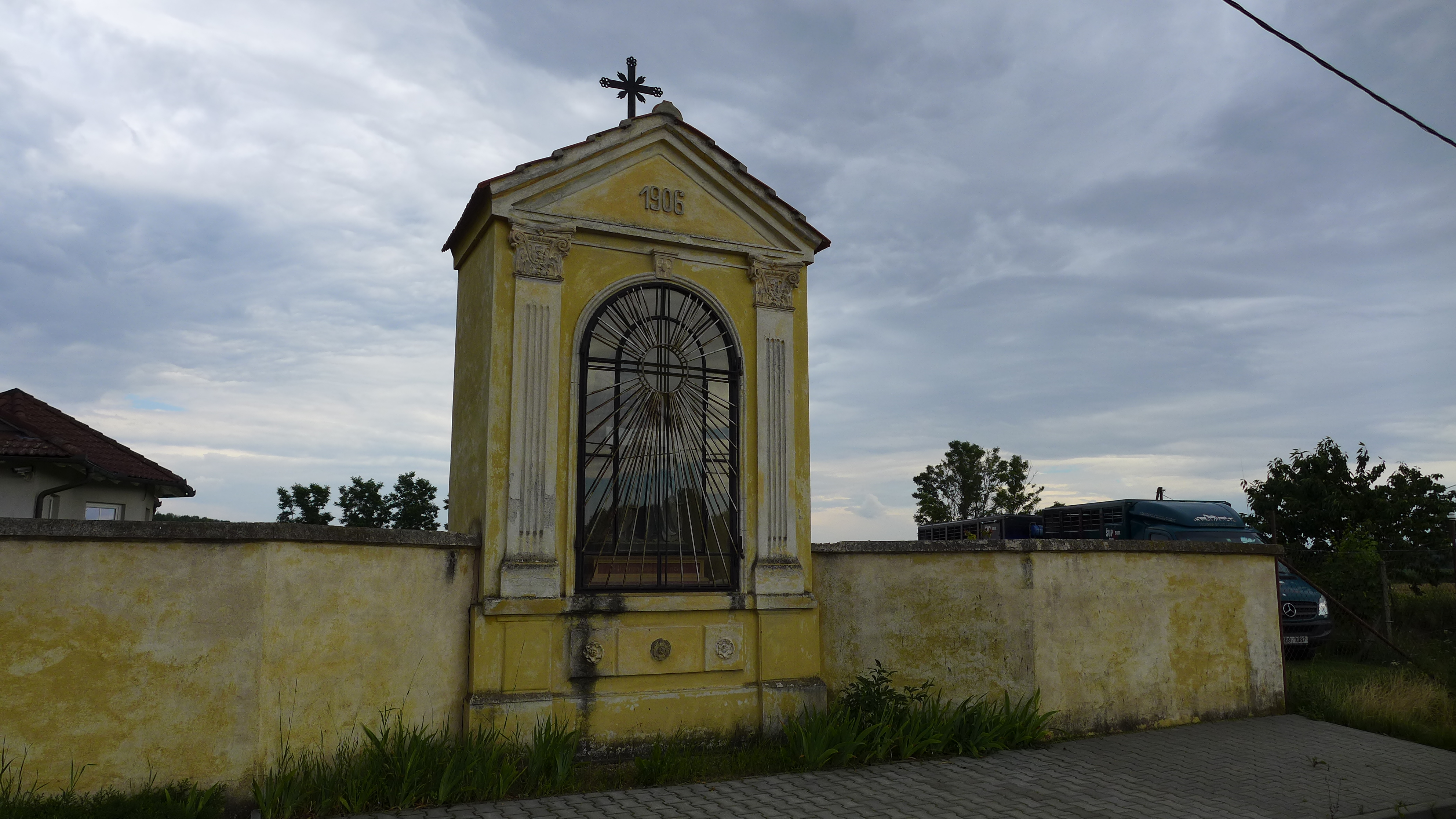
Poklona svaté Anny
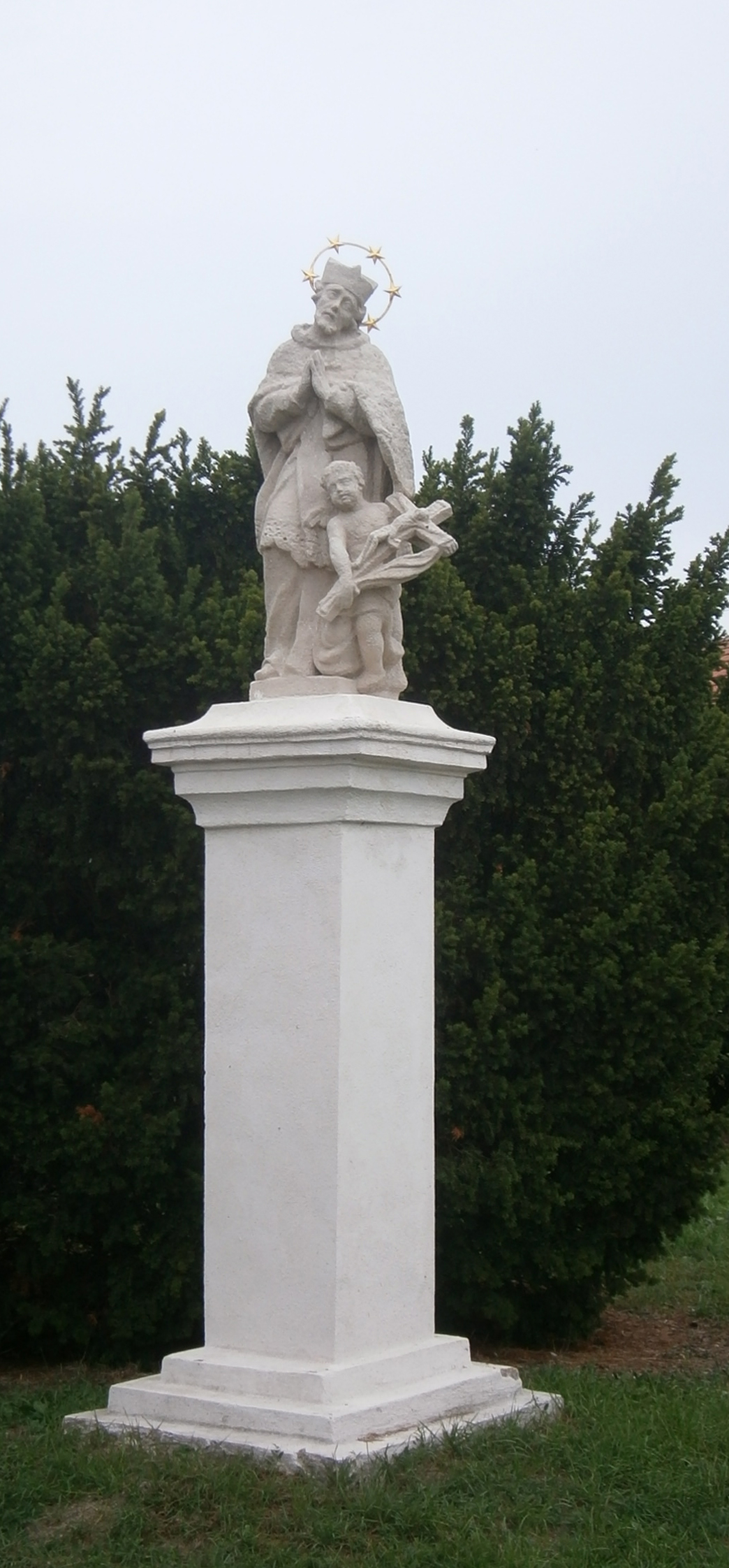
Socha svatého Jana Nepomuckého
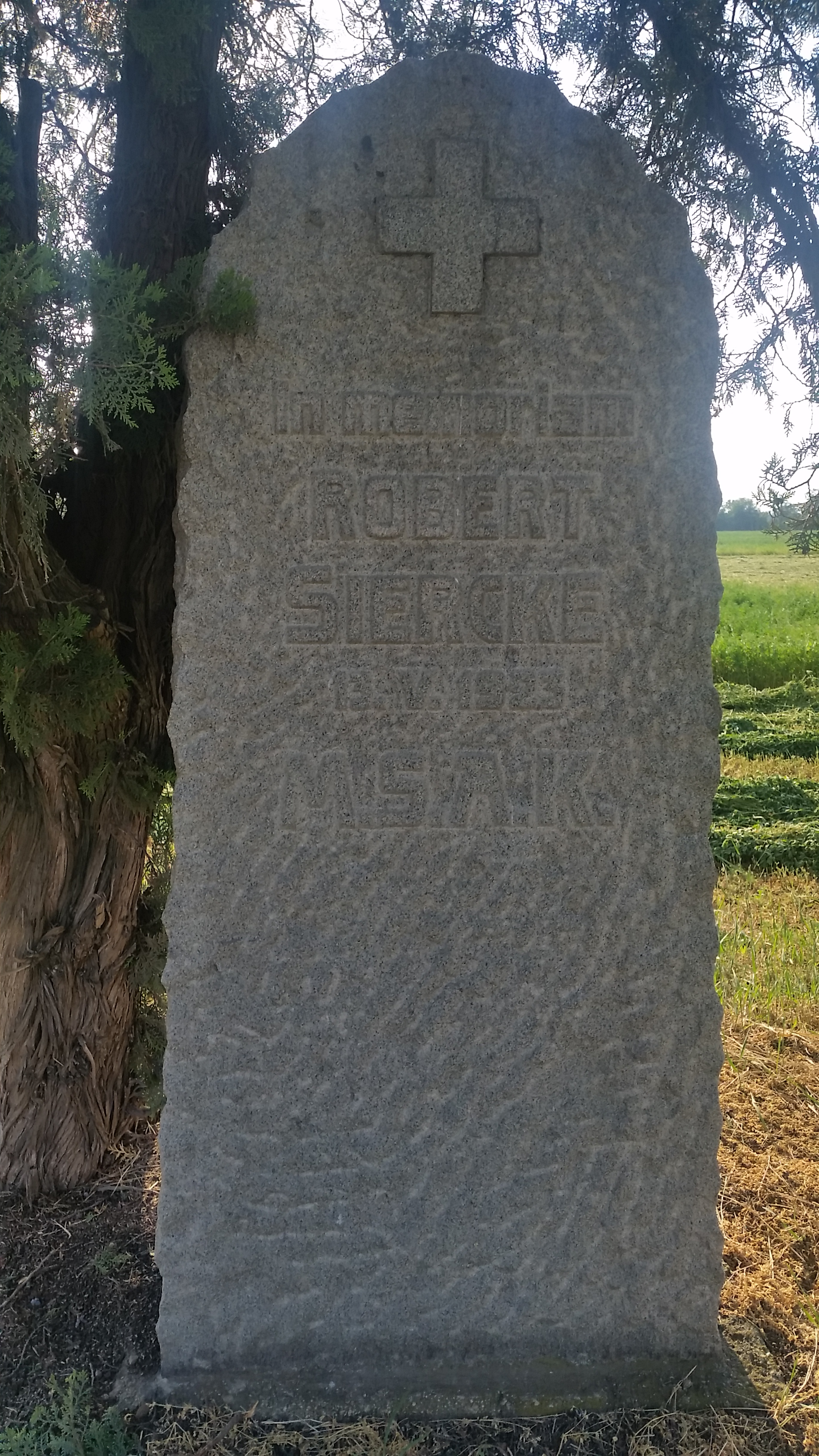
Památník Roberta Sierckeho